# Boca del Río (kommun)
Boca del Río är en kommun i Mexiko.   Den ligger i delstaten Veracruz, i den sydöstra delen av landet, 300 km öster om huvudstaden Mexico City. Antalet invånare är 138 058. Arean är 43 kvadratkilometer.
Terrängen i Boca del Río är mycket platt.
Följande samhällen finns i Boca del Río:
- San José Novillero
- El Estero